# Épidémie de choléra au Yémen
Une épidémie de choléra au Yémen commence en octobre 2016,, et culmine en 2017 avec plus de 2 000 décès signalés rien que cette année-là,. Entre 2017 et 2019, le Yémen, déchiré par la guerre, représente 84 % et 93 % des cas de choléra détectés dans le monde, les enfants constituant la majorité des cas signalés. En novembre 2021, plus de 2,5 millions de cas ont été signalés et plus de 4 000 personnes décédés lors de l'épidémie de choléra au Yémen, que les Nations Unies considèrent à l'époque comme la pire crise humanitaire au monde,. Cependant, l'épidémie diminue considérablement en 2021, avec un programme de vaccination réussi mis en œuvre et seulement 5 676 cas suspects et deux décès signalés entre le 1er janvier et le 6 mars 2021.
Vulnérable aux maladies d'origine hydrique avant le conflit, seize mois s'écoulent avant qu'un programme de vaccination orale ne soit lancé. L’épidémie de choléra s’aggrave en raison de la guerre civile en cours et de l'intervention menée par l’Arabie saoudite au Yémen contre le mouvement Houthis qui a débuté en mars 2015,. Les frappes aériennes endommagent les infrastructures hospitalières et l'approvisionnement en eau et l'assainissement au Yémen sont affectés par le conflit en cours,. Le gouvernement du Yémen cesse de financer la santé publique en 2016; les agents sanitaires ne sont pas payés par le gouvernement, ce qui entraîne une accumulation d'ordures, et les agents de santé ont soit fui le pays, soit n'ont pas été payés.
Les directeurs exécutifs de l'UNICEF et de l'Organisation mondiale de la santé (OMS) déclarent : « Cette épidémie mortelle de choléra est la conséquence directe de deux années de conflit intense. L'effondrement des systèmes de santé, d'eau et d'assainissement a privé 14,5 millions de personnes d'un accès régulier à l'eau potable et à l'assainissement, augmentant la capacité de propagation de la maladie. Les taux croissants de malnutrition ont affaibli la santé des enfants et les ont rendus plus vulnérables à la maladie. On estime que 30 000 agents de santé locaux dévoués, jouant le rôle le plus important pour mettre fin à cette épidémie, n'ont pas reçu leur salaire depuis près de dix mois ».